# シャリース (2010年のアルバム)
『シャリース』は、2010年5月7日にリリースされたシャリース・ペンペンコのオリジナルアルバム。

## 概要
1月26日に放送された『ザ・ベストハウス123』で「三日月〜クレッセント・ムーン〜」を歌った直後、iTunesアルバム総合チャートで1位、レコチョク洋楽・うたサイトでTOP5入りを果たしている。

## 収録曲
1. ピラミッド (feat.アイヤズ) - Pyramid" (feat. Iyaz)[3:58]
2. リセット - Reset[4:23]
3. イン・ディス・ソング - In This Song [3:36]
4. ノーバディーズ・シンギン・トゥ・ミー - Nobody's Singin' to Me [3:38]
5. サンキュー - Thank You[4:16]
6. アイ・ラヴ・ユー - I Love You [3:05]
7. イン・ラヴ・ソー・ディープ - In Love So Deep [4:08]
8. オール・ザット・アイ・ニード・トゥ・サヴァイヴ - All That I Need to Survive [4:05]
9. ナッシング - Nothing[3:50]
10. ザ・トゥルース・イズ - The Truth Is [3:22]
11. ディド・イット・フォー・ユー - I Did It for You [3:43]
12. ノート・トゥ・ゴッド - Note to God [4:00]
13. ディド・イット・フォー・ユー (with ドリュー・ライアン・スコット) (ボーナス・トラック) - [3:45]
14. ピラミッド (デイヴ・オーディ・リミックス・エディット) (ボーナス・トラック) - [4:03]
15. アイ・ラヴ・ユー (デイヴ・オーディ・リミックス・エディット) (ボーナス・トラック) - [3:51]
16. 三日月～クレッセント・ムーン〜 (ボーナス・トラック) - [4:37]